# لیکوالیکایی مرمری
لیکوالیکایی مرمری (نام علمی: Turdinus marmoratus) گونه‌ای از پرندگان تیرهٔ لیکویان زمینی (Pellorneidae) است. در شبه‌جزیره مالایی و کوه‌های باریسان سوماترا یافت می‌شود. زیستگاه طبیعی آن جنگل‌های جلگه‌ای نمناک نیمه‌گرمسیری و جنگل‌های کوهستانی نمناک نیمه‌گرمسیری یا گرمسیری است.